# 327
327（三百二十七、さんびゃくにじゅうなな）は自然数、また整数において、326の次で328の前の数である。

## 性質
- 327は合成数であり、約数は 1, 3, 109, 327 である。
  - 約数の和は440。
- 11番目の完全トーティエント数である。1つ前は255、次は363。
- 105番目の半素数である。1つ前は326、次は329。
- 各位の和が12になる27番目の数である。1つ前は318、次は336。
- すべての桁が素数でできている40番目の数である。1つ前は325、次は332。(オンライン整数列大辞典の数列 A046034)
  - すべての桁が異なる素数でできている24番目の数である。1つ前は325、次は352。(オンライン整数列大辞典の数列 A124673)
- n = 3 のときの n と n3 を並べてできる数である。1つ前は28、次は464。(オンライン整数列大辞典の数列 A061086)
- n = 3 のときの n と 9n を並べてできる数である。1つ前は218、次は436。(オンライン整数列大辞典の数列 A009474)

## その他 327 に関連すること
- プレストン(USS Preston, DD-327)は、アメリカ海軍の駆逐艦。
- ブリスター(USS Brister, DE-327)は、アメリカ海軍の護衛駆逐艦。
- ボアフィッシュ(USS Boarfish, SS-327)は、アメリカ海軍の潜水艦。